# Hans Knibbe
Hans Knibbe (1949) is een Nederlands psycholoog, schrijver en spiritueel leraar.
Knibbe is als klinisch psycholoog afgestudeerd in 1975. Daarna volgde hij onder meer de opleiding Unitieve Psychologie van J. Stattman en heeft hij zich verdiept in de humanistische psychologie, waaronder Gestalt, neo-Reichiaans lichaamswerk en imagery, en in het boeddhisme, met name Dzogchen, een vorm van vrijzinnig Tibetaans boeddhisme.
Hij is de oprichter van de school voor Zijnsoriëntatie (1987), die een spirituele leerweg biedt uitgaand van heelheid als basis voor zelfactualisatie.